# KWTVマスト
KWTVマスト (KWTV Mast) は、アメリカ合衆国オクラホマ州オクラホマシティ (地理座標: 北緯35度32分58秒 西経97度29分50秒 / 北緯35.54944度 西経97.49722度) に建つFMラジオ放送およびテレビ放送を発信する支線式電波塔（支線塔）である。高さ480.5メートルで、1954年に完成し、1956年にニューメキシコ州CaprockにKOBR-TVタワーが完成するまでは世界で一番高い建築物であった。
グリフィン・テレビタワー・オクラホマ (Griffin Television Tower Oklahoma) とも呼ばれる。
新しいタワーに役目を譲る形で2015年2月までに解体された。